# Медоносна вулиця
Медоно́сна ву́лиця — вулиця в Дарницькому районі міста Києва, селище Бортничі. Пролягає від вулиці Євгенія Харченка до Заплавної вулиці.
Прилучаються вулиця Йоганна Вольфганга Ґете та Акацієвий провулок.

## Історія
Виникла в середині XX століття, мала назву вулиця Свердлова, на честь радянського партійного і державного діяча  Якова Свердлова.
Сучасна назва — з 2015 року.